# Lao Issara

Drapeau utilisé par le Lao Issara, repris ensuite par le Pathet Lao, et devenu en 1975 le drapeau du Laos.

Le Lao Issara (Laos libre, également retranscrit Lao Isara ou Lao Issala) était un mouvement nationaliste et indépendantiste laotien, créé en 1945. Le Lao Issara fut le premier à utiliser le nom de Pathet Lao, dont il constitua le premier avatar.

## Historique

### Situation du Laos en 1945
En mars 1945, le protectorat français du Laos est, comme le reste de l'Indochine française, investi par l'armée de l'empire du Japon, qui a réalisé un coup de force contre les Français. Le roi Sisavang Vong, fidèle à la France, refuse tout d'abord de proclamer l'indépendance que réclament les Japonais, avant de s'exécuter sous la contrainte et de se considérer comme prisonnier. Le prince Phetsarath Rattanavongsa, premier ministre indépendantiste, se trouve dès lors en porte-à-faux avec le monarque. Après la capitulation des Japonais le 15 août, Phetsarath tente d'éviter le retour des Français. Soutenu par la société indépendantiste Lao Pen Lao, très présente dans le sud du pays, il décrète le rattachement de tous les anciens services fédéraux à son gouvernement : Le 15 septembre, il proclame un nouveau gouvernement révolutionnaire, désigné sous le nom de Lao Issara. Phetsarath est rejoint le 7 octobre par son demi-frère le « prince rouge » Souphanouvong, très lié aux indépendantistes vietnamiens du Việt Minh, et qui vient de fonder dans le sud une force militaire baptisée Armée de libération et de défense lao et un Comité du Laos Indépendant. Le 10 octobre, le roi démet de ses fonctions Phetsarath, qui annonce tout d'abord son retrait de la vie publique. Mais le Lao Issara entre aussitôt en conflit avec le roi : un  comité populaire » de trente-quatre membres crée le 12 octobre une chambre des représentants, dont la plupart des membres nommés ne sont informés de leur nomination qu'après coup, et promulgue une constitution provisoire. L'ancien gouverneur provincial Xieng Mao devient chef du gouvernement Lao Issara, formé le 15 octobre. Le Comité du Laos indépendant de Souphanouvong et le gouvernement Lao Issara fusionnent le 30. Phetsarath annonce la formation d'un royaume lao regroupant toutes les principautés et le royaume de Luang Prabang et, le 4 novembre, est nommé chef de l'État lao (Pathet Lao). Le roi Sisavang Vong, détrôné, est mis en résidence dans son palais de Luang Prabang. L'ancienne famille royale de Vientiane est très présente dans le gouvernement, et y transpose sa rivalité avec la famille royale de Luang Prabang : Souvanna Phouma et  Souphanouvong, respectivement frère et demi-frère de Phetsarath, détiennent des portefeuilles ministériels.

### Le Lao Issara au pouvoir
Le gouvernement Lao Issara, uni par son désir de garantir l'indépendance du Laos, est très hétérogène : si Xieng Mao est désireux d'éviter la mainmise vietnamienne sur le Laos, Souphanouvong, marié à une vietnamienne et ayant passé de nombreuses années au Viêt Nam, est au contraire très partisan de l'alliance avec Hô Chi Minh. Les membres du Lao Issara, gouvernants improvisés, ont des difficultés à contrôler la situation et à mobiliser le peuple, malgré leurs efforts pour réorganiser la société, notamment en rouvrant les écoles et en suscitant des mouvements de jeunesse. Le gouvernement est surtout handicapé par son incapacité à faire rentrer des recettes dans le trésor national, alors que l'occupation du Laos les troupes de la république de Chine, surtout occupées à piller l'opium des hauts plateaux plutôt qu'à rétablir l'ordre. Le pouvoir indépendantiste n'a bientôt plus aucun moyen financier. Au premier trimestre 1946, les Français trouvent un modus vivendi avec les Chinois et le Việt Minh, et peuvent tourner leur énergie vers le Laos. Les troupes françaises réinvestissent progressivement le pays : Phetsarath, pour légitimer son pouvoir, est obligé de se tourner vers le roi Sisavang Vong qui accepte, après de longues palabres, de devenir le monarque constitutionnel d'un Laos unifié. Mais dès la fin du mois d'avril, le gouvernement Lao Issara doit prendre la fuite face à l'avancée des Français. Le 13 mai, le roi déclare nuls et non avenus tous les actes promulgués depuis l'occupation de la capitale par les Japonais.
Réfugiés pour la plupart à Bangkok, en Thaïlande, les membres du Lao Issara animent un gouvernement en exil du Pathet Lao, présidé par Phetsarath et appuyé par le Việt Minh. Les hommes de Hô Chi Minh développent leurs réseaux de guérilla vers le Laos, et hébergent sur leur territoire un comité Lao Issara de l'est.

### Fin du Lao Issara
Le 27 août 1946, le royaume du Laos est officiellement unifié par les Français, en tant qu'État associé de l'Union française. Le mouvement Lao Issara de Phetsarath ne semble pas alors songer à reprendre les armes. La reprise de la violence vient de Souphanouvong : un comité Thaïlande-Viêt Nam-Laos-Cambodge est créé, sous sa présidence, dans le but de créer une agitation à la frontière entre la Thaïlande et le Laos. Hô Chi Minh accorde également des subsides au comité de Phetsarath, le Lao Issara apparaissant de plus en plus subordonné à l'indépendantisme vietnamien. Souphanouvong développe à partir de septembre 1947, avec l'appui du Việt Minh, un mouvement de guérilla anti-français.  Le roi Sisavang Vong, désireux de briser cette alliance, tend la main aux insurgés et leur offre une amnistie dès l'été 1947 : Souphanouvong refuse, mais Phetsarath se montre sensible à l'offre. En novembre 1947, un coup d'État provoque un changement de gouvernement en Thaïlande : le comité Lao Issara de Bangkok se trouve dès lors isolé politiquement, privé de ses soutiens locaux, et le mouvement se divise.
Le 19 juillet 1949, le Laos obtient de la part de la France une indépendance accrue : une partie des membres du Lao Issara, parmi lesquels Souvanna Phouma, se déclarent satisfaits et acceptent de revenir au pays. Le 24 octobre, le mouvement est déclaré dissous à Bangkok et la majorité des membres du comité retournent au Laos pour se rallier au gouvernement royal. Phetsarath, lui, reste à Bangkok, tandis que Souphanouvong refuse de se soumettre et continue la lutte,. Dès août 1950, il refonde avec l'appui du Việt Minh un gouvernement provisoire du Pathet Lao, qui jouera un rôle dans la guerre d'Indochine puis dans la guerre du Viêt Nam, avant de prendre le pouvoir en 1975 après la fin de la guerre civile laotienne.